# عيسى بن صالح الطائي

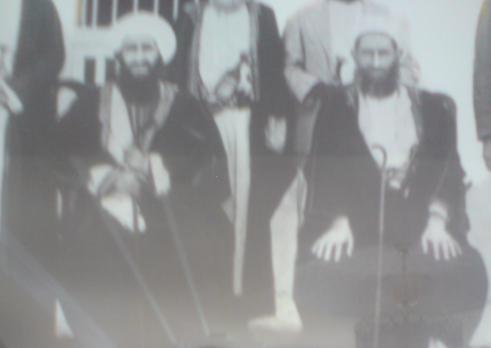
عيسى بن صالح الطائي

## عيسى بن صالح الطائي
عيسى بن صالح الطائي (1888 - 1943 م)، فقيه وشاعر وشيخ قبيلة ولد في ولاية سمائل العُمانية. نشأ في ولاية بوشر حيث بدأ يوطن علماء عُمان بعهده وقد ترعرع وسط أسرة عريقة عُرفت بالعلم الإسلامي والأدب العربي. ذكرها شاعر عمان أبو مسلم البهلاني في نونيته مبرزًا الجانب الاستنهاضي منها قائلا:
عادات طيء تخضيب السيوف... وإرواء المثقف وهو اليوم عطشان
و قد تحدث عنها أحد رموزها الأديب عبد الله بن محمد الطائي في شعره مبديًا تأثره بها:
وأكرم بأهلي من أسرة... وكم حز في النفس أن يقطعوا
أحاديثهم حلم مر بي... فعانقه القلب والمدمع

## حياته
تَتَلْمَذ العلامة عيسى بن صالح الطائي على يد علماء عصره في سلطنة عُمان وهم حمد بن عبيد السليمي، وربيعة بن أسد الكندي، وسليمان بن محمد الكندي. كان والده - العلامة صالح بن عامر الطائي - يرأس محكمة العاصمة - مسقط - وذلك بعهد السلطان تيمور بن فيصل. فلما توسع علم الابن عيسى بن صالح، استدعته حكومة مسقط بواسطة الوالد لكي يعمل مساعدًا له بالقضاء. استمر ذلك حتى وفاة والده واستلام السلطان سعيد بن تيمور مقاليد الحكم فترقى العلامة عيسى وأصبح رئيسًا للقضاء ومستشارًا للسلطان إلى أن توفاة الله - سبحانه وتعالى -. ثم تولى القضاء بعده شقيقه الأصغر العلامة والشاعر محمد بن صالح الطائي لمدة عامين حتى دنى أجله ولحق بشقيقه. وقد خَلَف العلامة عيسى بن صالح العديد من الأبناء ومنهم الشاعر هاشم بن عيسى الطائي (1910 - 1991م).
جعل الشيخ عيسى بن صالح الطائي مجلسه مَجْمَعًا لأدباء عُمان فاشتهر صيته بإمارات الخليج العربي وسائر البلدان العربية وكان الباحث عن عُمان يتصل به ويزوره. لعل أبرز محطاته الحياتية هي عودته إلى سمائل خلال فترة شبابه إذ قضى فيها ثمان سنوات وذلك بعد أن نفي شقيقة الشيخ محمد بن صالح الطائي وبعض أقاربه إلى خارج السلطنة. ومن سمائل نظم الشاعر قصيدة رقيقة المعاني سلسلة الألفاظ وسمها بـ «تذكر وشوق». جاءت هذه القصيدة معبرة عن حنين شاعر استنهاضي إلى وطنه الذي نشأ به. تقول القصيدة:
إذا لاح برقٌ أو هديلٌ ترنَّما... تساقطَ مني الدمع فردًا وتوأما
وأصبو اشتياقًا للنسيم إذا سرى... يعانق أفنان الرياض مهينما
خليليَّ هل «وادي الصغير» كعهدنا... كسَته يد الوسميِّ بُردًا منمنما
وهل ماؤه الجاري به غيرُ آسنٍ... فعهدي به ينساب في الصخر أرقما
وهل «ثرَيا» حبّاسة الماء ماؤها... يسيل مَعينًا كالمجرّة في السَّما
ولم أنسَ كهفًا كان بالذكر عامرًا...فكم من مُريدٍ كان فيه مخيِّما
معاهدُ قضّيت الشبابَ بسُوحها... بعهد مليكٍ لا يُضام له حِمى
هو الملك السلطان «فيصلٌ» الذي... بسؤدده فوق السّماكين قد سما
فألقيت رحلي في بلادٍ عزيزةٍ... وخيرِ بلادٍ حولها المجد خيَّما
وأصبحت عن «وادي الصَّغير» وشعبه... بشعب «ابن إبراهيم» ضيفًا مكرَّما
فكم «بئرِ رَمْضانٍ» قَرَتني ظباؤها... لدى سِدرها المخضود لحمًا وأشحُما
و«بئرِ هديفٍ» قد شربت بمائه... وروَّيت قلبًا طالما شفّهُ الظّما
نعم شرفُ الأوطان عندي مقدَّمٌ... ولو جرَّعتني الضيم صابًا وعلقما
وقومي وإن صدّوا بإغراء حاسدٍ...أرى صدَّهم عَنّي من البين أعظَما

## إنتاجه الشعري
كان—من شعراء المناسبات له قصائد في الرثاء والتهنئة بالإضافة إلى الدعوة إلى الاستنهاض. يُذكر أن شعره يسير على المنهج التقليدي من حيث الاهتمام بالألفاظ القوية ذات الطابع التراثي. لم يجمع ديونًا شعريًا ولكن وردت له قصائد عديدة بكتب تراجم شعراء وأعيان سلطنة عُمان ومن القصائد التي وردت له قصيدة «للحق نور» و«بشرى» و«أبا اليقظان» و«للعليا رجال» و«برق أو هديل».